# Reulle-Vergy
Reulle-Vergy é uma comuna francesa na região administrativa da Borgonha-Franco-Condado, no departamento de Côte-d'Or. Estende-se por uma área de 6,18 km². Em 2010 a comuna tinha 144 habitantes (densidade: 23,3 hab./km²).